# Indiai verébsólyom
Az indiai verébsólyom (Microhierax caerulescens) a madarak osztályának a sólyomalakúak (Falconiformes) rendjébe és a  sólyomfélék (Falconidae) családjába tartozó faj.

## Rendszerezése
A fajt Carl von Linné svéd természettudós írta le 1758-ban, a Falco nembe Falco caerulescens néven.

## Alfajai
- Microhierax caerulescens caerulescens – (Linnaeus, 1758)
- Microhierax caerulescens burmanicus – (Swann, 1920)[2]

## Előfordulása
Dél- és Délkelet-Ázsiában, Banglades, Bhután, Kambodzsa, Kína, Pakisztán, India, Laosz, Mianmar, Nepál, Thaiföld és Vietnám területén honos. 
Természetes élőhelyei a mérsékelt övi erdők, szubtrópusi és trópusi száraz erdők, valamint másodlagos erdők. Állandó, nem vonuló faj.

## Megjelenése
Testhossza 18 centiméter, szárnyfesztávolsága 28–34 centiméter, testtömege 30–50 gramm.

## Életmódja
Nagyobb rovarokkal táplálkozik.

## Szaporodása
Fészekalja 3–4 tojásból áll.

## Természetvédelmi helyzete
Az elterjedési területe rendkívül nagy, egyedszáma pedig stabil. A Természetvédelmi Világszövetség Vörös listáján nem fenyegetett fajként szerepel.